# Crateva tapia
Crateva tapia, llamada popularmente toco payaguá, naranjuelo, o manzana de playa, es miembro del género Crateva, perteneciente a la familia Capparaceae. Es originaria de América.

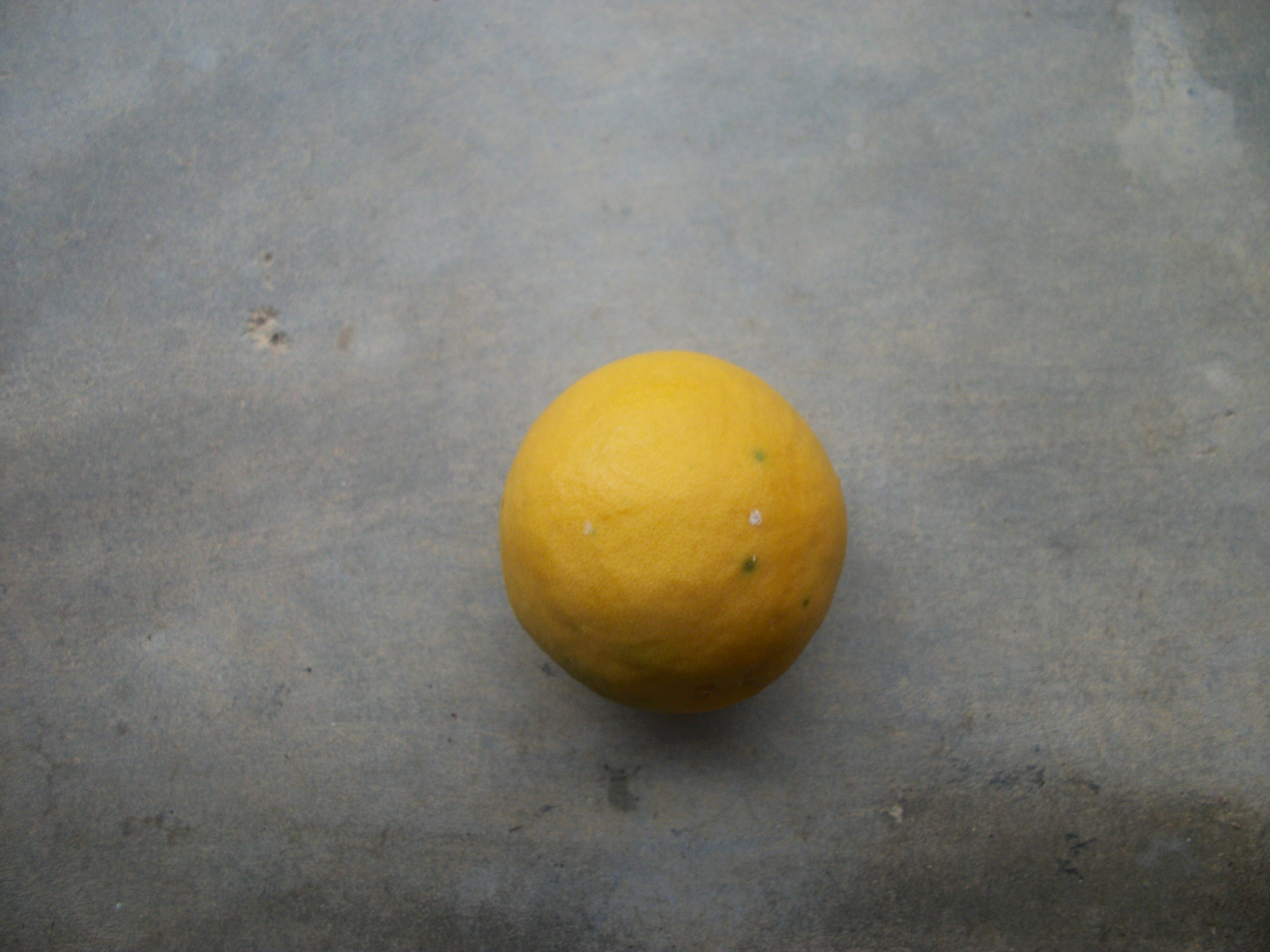
Detalle del fruto

## Descripción
Son árboles o arbustos, que alcanzan un tamaño de 2–25 m de alto, con corona de hasta 20 m de diámetro, corteza opaca, café clara a gris, completamente glabros. Folíolos amplia a angostamente elípticos a ampliamente ovados u obovado-elípticos, los laterales más o menos oblicuamente asimétricos, (3–) 8–13 (–18) cm de largo y 2–9 cm de ancho, ápice largamente acuminado a redondeado y abruptamente agudo, base cuneada a obtusa (o casi redondeada) y gradual a abruptamente atenuada hacia los peciólulos, glaucos o menudamente papilosos en el envés; peciólulos muy distintos, (4–) 6–10 mm de largo, pecíolos 5–15 cm de largo. Inflorescencias terminales en las ramas frondosas nuevas, flores en número de 30–120, pero solo  10–20 florecen al mismo tiempo, ejes del racimo 6–16 cm de largo y 5–10 mm de ancho, brácteas linear-lanceoladas, hasta 9 mm de largo, rápidamente caducas, pedicelos 20–32 mm de largo; sépalos lanceolados a oblongos u ovados, agudos, parte libre del limbo ca 5–9 mm de largo y 2–3 mm de ancho; pétalos 10–45 mm de largo y 3–7 mm de ancho, la lámina 8–30 (–35) mm de largo y 3–7 (–13) mm de ancho, blanca a blanco verdosa y al marchitarse crema, rosada o morado pálida, uña 5–11 mm de largo; estambres 14–20, filamentos ca 35–46 mm de largo, diminutos en las flores pistiladas; ginóforo 29–54 mm de largo o sólo hasta 1–5 mm en las flores estaminadas. Infructescencia de las ramas foliosas 6–18 cm de largo y 5–10 mm de ancho, las cicatrices de los pedicelos bien espaciadas. 
El fruto es una baya globosa a oblonga u ovoide, 4–9 cm de largo y 3.5–6.5 cm de ancho, tornando al amarillo a anaranjado o rosado, pericarpo 4–6 mm cuando inmaduro y 1–2 mm cuando maduro, llena de una pulpa carnosa, ginóforos 30–50 (–70) mm de largo y 3–4 mm de ancho, pedicelos 20–60 mm de largo; semillas numerosas, de color oscuras, 8–9 mm de largo, 6–7 mm de ancho y 3–4 mm de grueso. La pulpa de consistencia arenosa es comestible, de sabor agridulce.

## Distribución y hábitat
Es una especie común en bosques secos y áreas perturbadas de suelos arenosos, en todas las zonas; a una altitud de 0–500 (–1000) m; fl (dic–) feb–jun, fr feb–sep (dic);  especie muy variable ampliamente distribuida desde el oeste de México hasta la Amazonia. Cuando crece en ambientes secos, es muy similar a C. palmeri con la cual es aparentemente simpátrica y quizás híbrida, pero se diferencia por las hojas o ejes de la inflorescencia que son glabros, las flores blancas y los folíolos pediculados.

## Taxonomía
Crataeva tapia fue descrita por Carlos Linneo y publicado en Species Plantarum 1: 444. 1753.